# いいだ人形劇フェスタ
いいだ人形劇フェスタ（いいだにんぎょうげきフェスタ）は、長野県飯田市で通常8月の第1木曜日から日曜日までの4日間にわたり開催される国内最大級の人形劇イベント。1979年に人形劇カーニバルとして第1回が開催されて以来、2015年で通算37回を数える。

## 発祥
飯田は、京と江戸の真ん中に位置することから、西日本と東日本の両様の文化が流れ込む山間部交通の要衝だった。この地域に人形浄瑠璃が伝わったのは江戸時代初期の正保4年（1647年）で、名古屋から来た一座が興行を行い好評を博した（『熊谷家伝記』）。江戸時代中期になると京都や大坂を中心とする上方で隆盛を極めていた人形浄瑠璃は、野郎歌舞伎の台頭により勢いを失いつつあった。結果、浄瑠璃の人形遣い達は活躍の舞台を日本各地に求め、諸国に旅立った。
天明年間には人形芝居興行の免状を持つ、淡路出身の吉田重三郎が下黒田村（飯田市上郷）に来住し、人形芝居を教えた。文化5年（1808年）には同じく淡路出身の森川千賀蔵が河野村（下伊那郡豊丘村）の村人に『道薫坊伝記』を譲渡し、天保3年（1832年）には大坂出身の桐竹門三郎が下黒田村（飯田市上郷）に来住した。伊那谷での人形浄瑠璃は庶民から熱狂的に受け入れられ、村人は浄瑠璃の舞台や人形の為に田畑さえ売り払う者まで出現した。天保の改革では人形浄瑠璃の上演が禁止される一方で、一時的に江戸所払いとなった七代目市川團十郎が飯田出身の13代目後藤庄三郎の興行手配により天保10年（1839年）8月に川路村（飯田市川路）で10日間、歌舞伎の旅公演を行っている（『遊行やまざる』）。明治以降は集会条例等による思想警察の監視など、苦難の時代が続いたものの、300年のあいだ黒田人形、今田人形（飯田市）、早稲田人形（下伊那郡阿南町）、古田人形（上伊那郡箕輪町）の四座が伊那谷の人形芝居の歴史を今に伝えている。
そんな伝統人形浄瑠璃や伝統芸能の宝庫と呼ばれる飯田市で国際児童年の1979年、全国の人形劇人が集まって人形劇カーニバル飯田が始まった。以後1998年に20回を数えたが、20回目のカーニバルを持って飯田市主催での人形劇イベントは終了することとなった。この時、市民にこれまでのカーニバルの意義を再確認すると同時に、これからもこのような祭典を続けていきたいという動きが起こり、人形劇のまつり「いいだ人形劇フェスタ」の第1回が開催されるに至った。

## 特徴
国内はもとより、海外からもプロ劇団やアマチュア劇団、学生劇団、そして地元の高陵中学校の黒田人形部などが参加し、現代人形劇や伝統人形芝居など、幅広いジャンルの人形劇が一堂に会する。劇人・劇団の中にはこのフェスタの公演のために特別な演目・アレンジを行う劇団も少なくない。また、当フェスタは全国の劇人・劇団の貴重な交流の場ともなっており、それをきっかけに複数の劇人・劇団によるスペシャルコラボレーションユニットが組まれることもある。
大人向けの演出が楽しい「ミッドナイトシアター」、飯田市市街地を練り歩く「人形劇パレード」、人形劇の基礎を学ぶワークショップなどの企画もある。また、開催期間には飯田りんごんが併催（原則としてフェスタ最終日の前日、土曜日）され、その場での人形劇の披露もある。
会場として指定を受けている施設は文化会館・公民館をはじめとして小・中学校や幼稚園・保育園等、飯田市内・下伊那郡内の100ヶ所に及び、そのうち例年およそ70ヶ所が会場として使用される。
ただ、市文化会館隣接の人形劇場は人形劇に使われることがフェスタ期間以外にほとんど無い。

## 参加証ワッペン
いいだ人形劇フェスタの参加者（観客・人形劇人・ボランティアスタッフ）は、全員参加証としてワッペン（700円）を着用する（3歳未満は不要）。ワッペンは丸型で（ただし過去に一度だけ三角形だった年がある）、裏に安全ピンがついている。フェスタ開催約1ヶ月前から発売され、フェスタ期間中の指定美術館・博物館への無料入館権（高校生以下は翌年のワッペン発売開始日前日まで無料）、路線バス料金の値引きなどの特典がついている。
歴代のワッペンのデザインは飯田駅前の通路にブロックとして埋めこまれている他、飯田市公民館前の道路沿いになどに飾られている（フェスタ開催前の7月から開催終了までは飯田文化会館および飯田市役所にも飾られる）。

## 有料公演
いいだ人形劇フェスタにはワッペンのみで観劇できる『ワッペン公演』の他に、別途有料チケットが必要な『有料公演』がある。有料公演を上演できるのはプロの劇団に限られ、60～70公演が有料公演として指定される。料金及び発売区分（一般1名券・ペア券・大人2名+子供2名の家族券など）は公演によって細かく設定されていて、安いもので800円・高くても3000円程度。これは東京などの都市圏で同じ公演を観るのと比較しても大分安い。また、公演によっては年齢制限を設けているものもある。チケットはワッペンと同じく約1か月前から（指定席の公演についてはそれ以前に発売を開始する場合もある）発売され、郵送での発売も行っている。

## コロナによる開催中止・入場制限
全国的な新型コロナウィルスの蔓延を受け、2020年の公演は4月の段階で中止・無期限延期が決定したが、代替イベントとして、YouTubeで「日替わり動画祭」と題し、この年出場予定だった劇団の公演のダイジェストをVTR上映した。
2021年は、感染症対策を施して当初予定通り開催、ただし、見学者を長野県内在住・在勤・在学者に制限する形をとった以外は、ほぼ平年並みだった。
2022年も8月4日から、当初は開催を予定通り行うものの、7月23日に感染警戒レベルが4に引き上げられたことから、南信州地域在住・在勤・在学者と、県外からも含む上演・観劇などの基本参加登録劇団員に限定し、基本参加劇団員以外の県外在住者はチケットの払い戻しとする入場制限が行われることが発表されたが、7月28日にレベル5の引き上げを受けて、開催自体の中止・延期（時期未定）が発表された

## 飯田における人形劇
- 今田人形座（飯田市龍江） - 300年の歴史を持つ伝統人形浄瑠璃。毎年10月、大宮八幡宮祭典で奉納上演される。
- 黒田人形座（飯田市上郷黒田） - 300年の歴史を持つ伝統人形浄瑠璃。毎年4月、下黒田諏訪神社の春祭りで奉納上演される。
  - 黒田人形舞台 - 1840年（天保11年）に建てられた人形舞台。国指定重要有形民俗文化財で、原則として奉納上演でしか使われない。
  - 黒田人形浄瑠璃伝承館 - 1999年（平成11年）、黒田人形舞台の隣に建てられた黒田人形の練習場および伊那谷四座の研修施設。奉納上演以外では伝承館が会場となり、フェスタにおける黒田人形上演は開催最終日の日曜日に行われるのが通例。
- 竹田人形座（飯田市座光寺）
  - 竹田扇之助記念国際糸繰り人形館 - 日本の伝統糸操り「竹田人形座」の人形をはじめ、竹田扇之助氏が世界中から集めた人形コレクションを収蔵・展示している。
  - 旧座光寺麻績学校校舎（県宝）
- 飯田人形劇場 - 1988年（昭和63年）の夏、人形劇カーニバル10回目を記念してオープンした、全国で4番目の公立の人形劇場。いいだ人形劇フェスタの本部が置かれる飯田文化会館に隣接。8月の人形劇フェスタのほか、年間を通して人形劇の公演が行われる。
- 飯田市川本喜八郎人形美術館

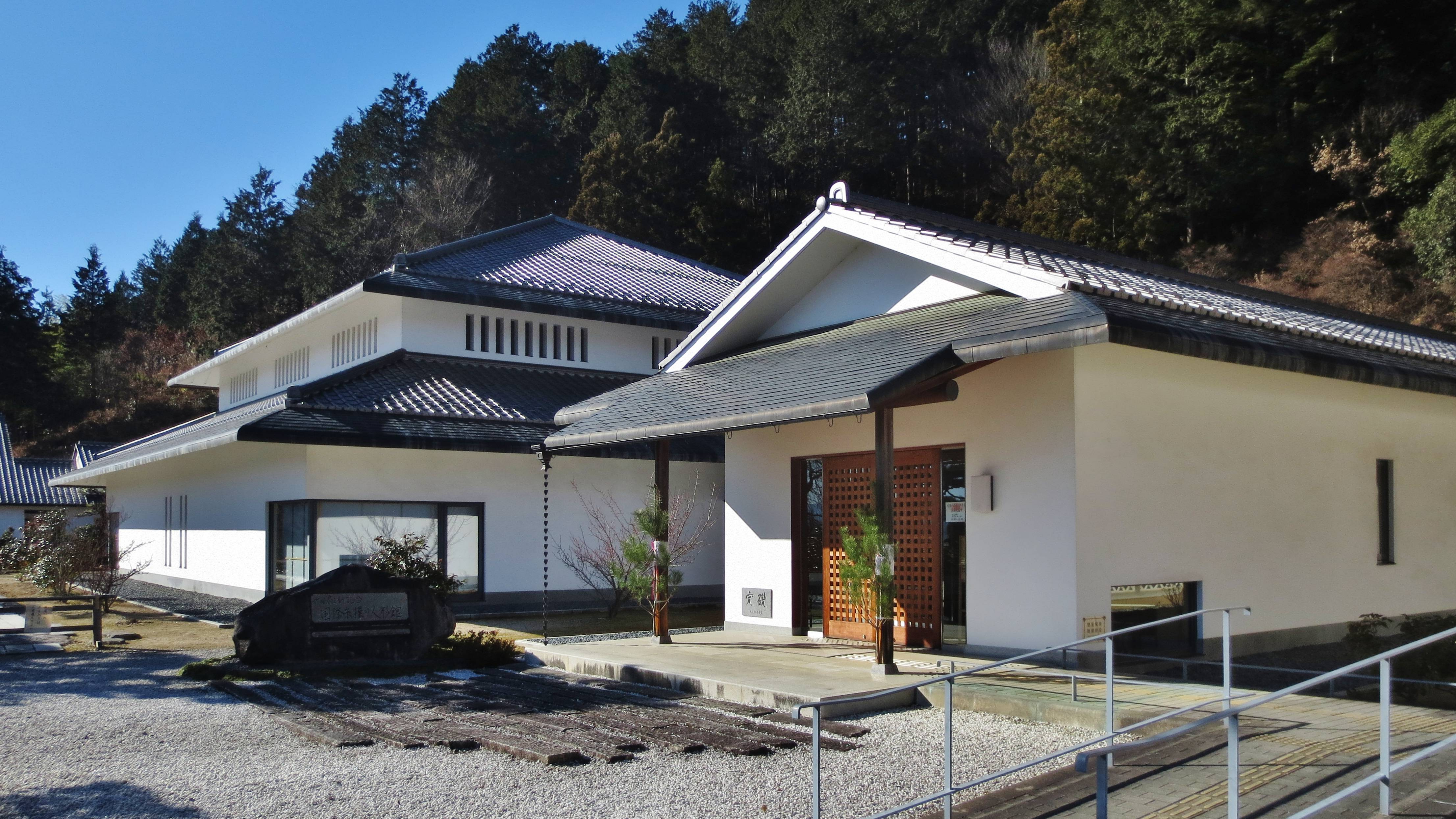
国際糸繰り人形館
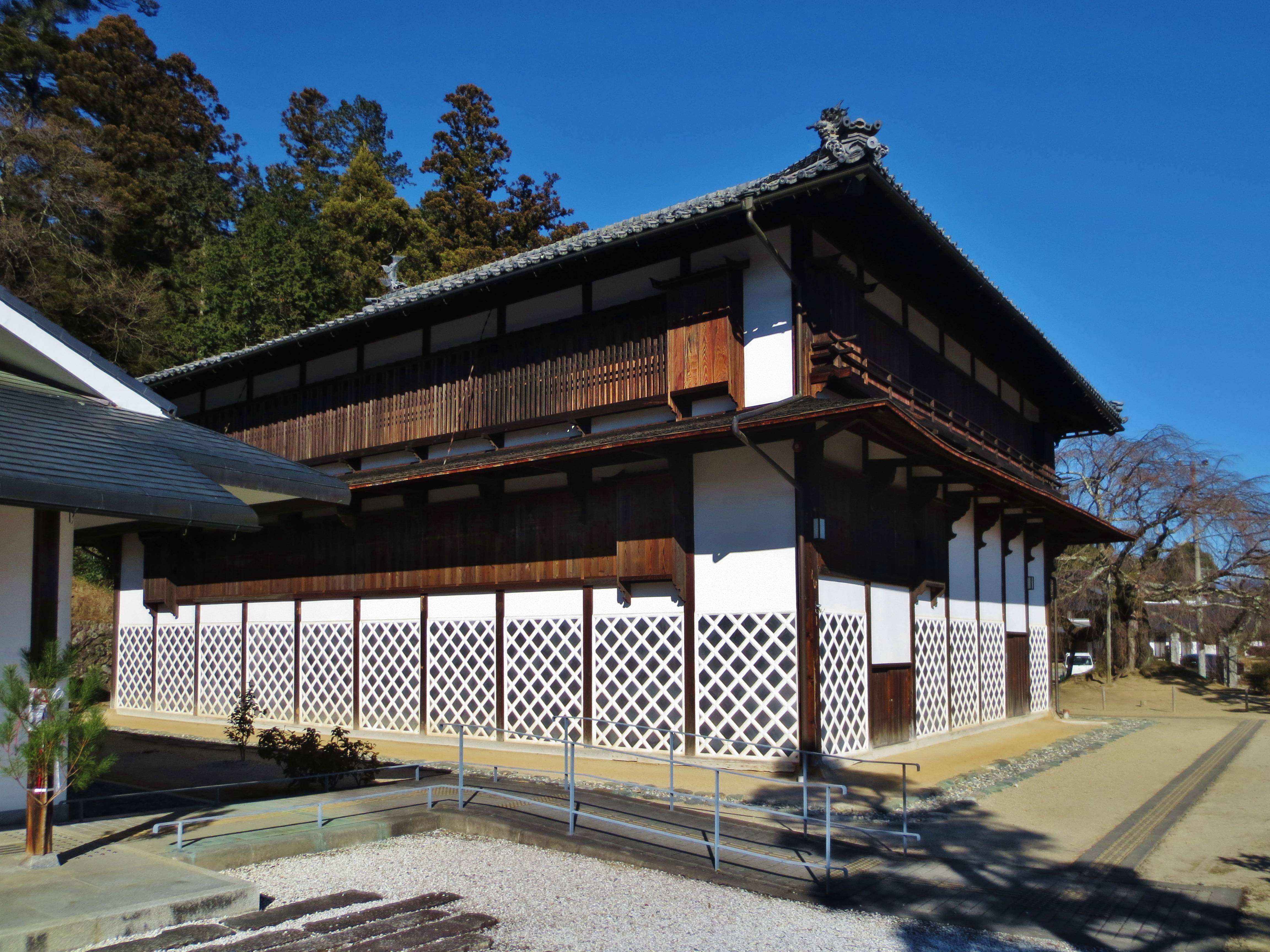
旧座光寺麻績学校
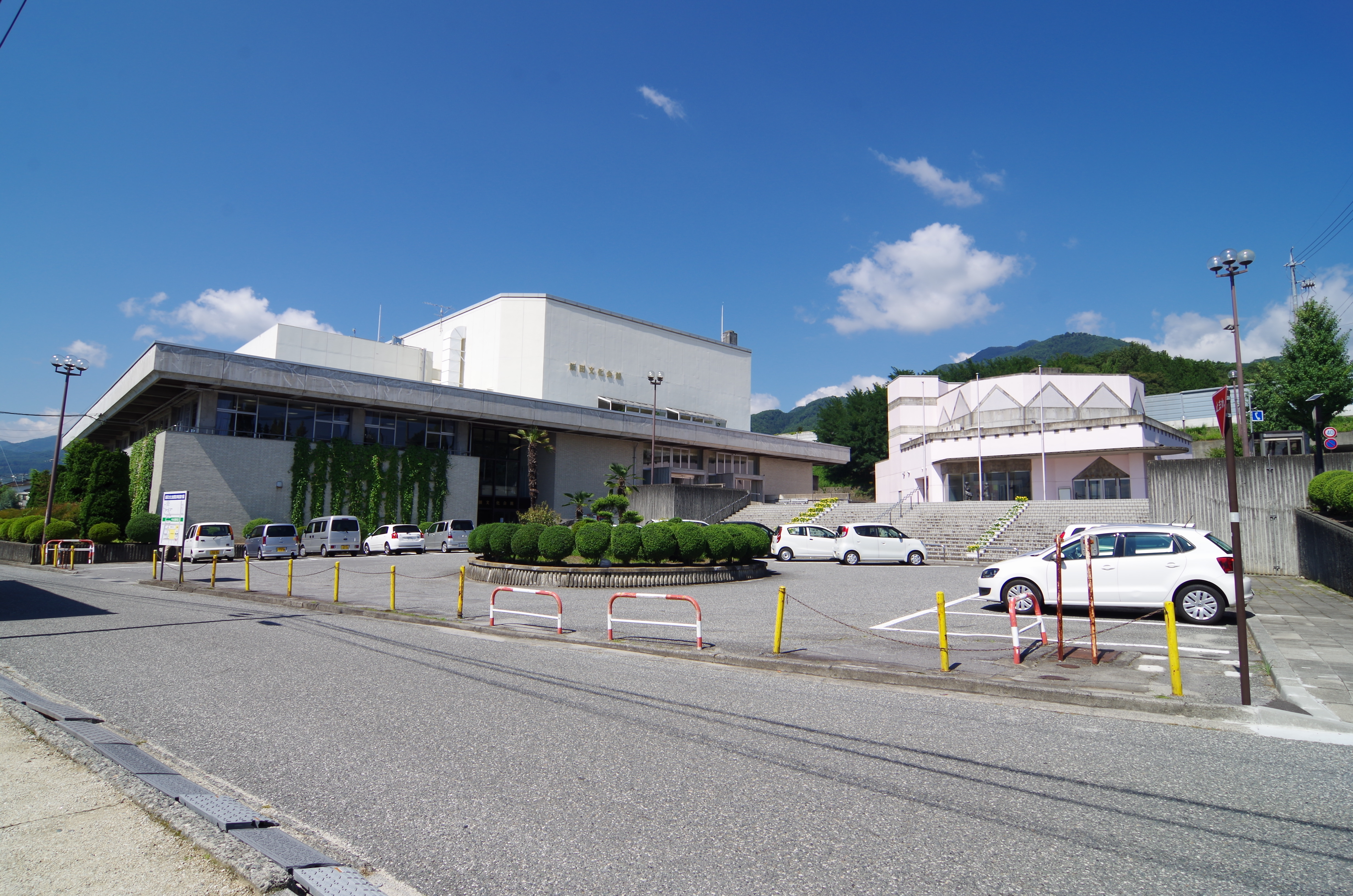
飯田人形劇場・文化会館
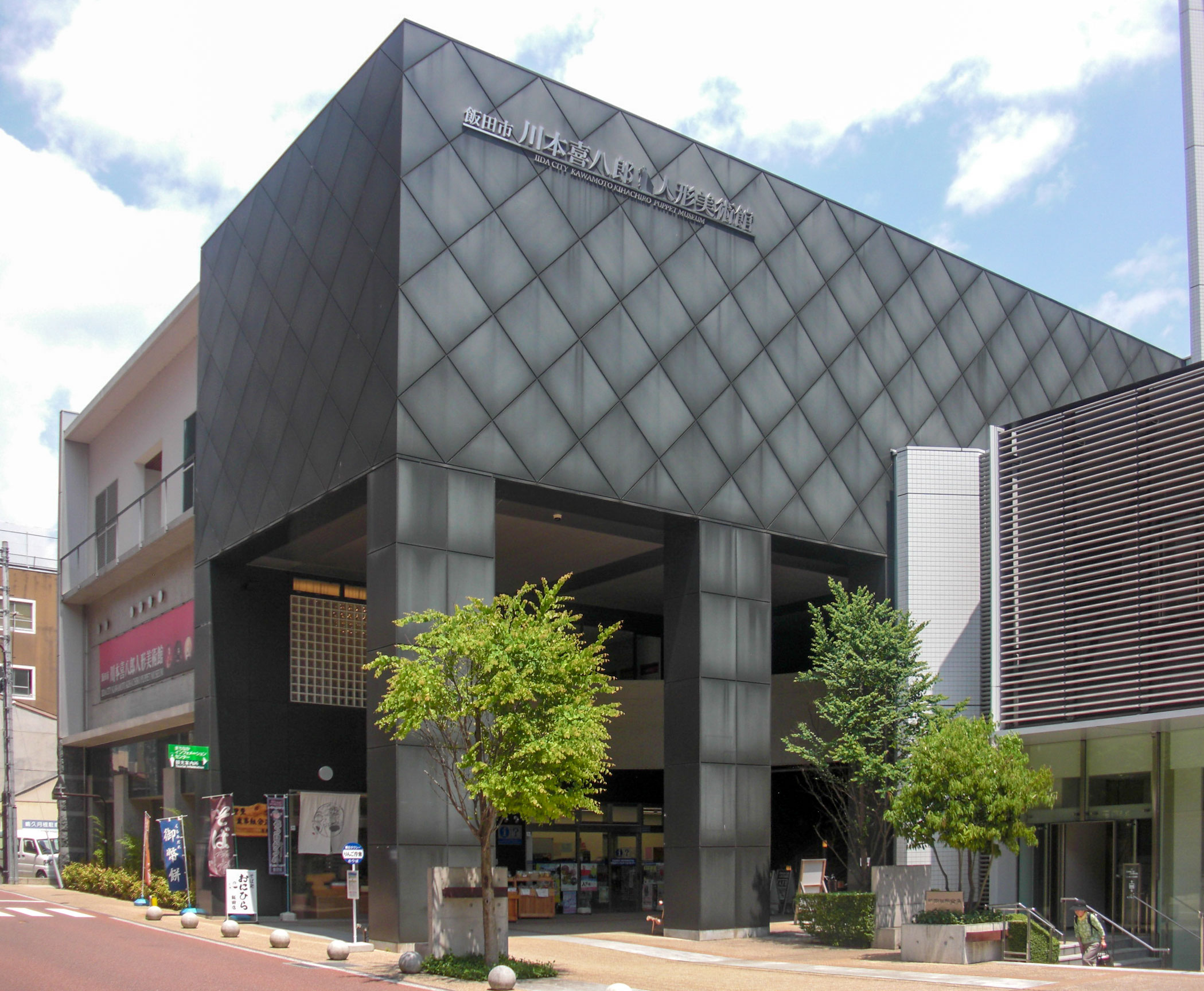
川本喜八郎人形美術館

## 関連資料
項目別、出版年順
- 「人形たちが運んできた世界の劇人と市民の出会い--長野県飯田市の『いいだ人形劇フェスタ』 (特集 日本で「世界」に出会う夏)」『国際人流』

第12巻第7号 (通号 146) 、1999年7月、3-8頁。
- 飯島剛「生涯学習リポート 市民参加で運営する『いいだ人形劇フェスタ』」『週刊教育資料』日本教育新聞社 （編）、教育公論社、2000年、31頁。コマ番号0016.jp2、doi:10.11501/7966240。国立国会図書館／図書館送信参加館内公開。
- 松崎 行代『地域社会を基盤としたまちづくりに関する一考察 : いいだ人形劇フェスタへの運営および観劇への住民参加の実態から』京都女子大学、2017年3月、博士論文、博甲第46号（現代社会）。国立国会図書館デジタルコレクション、国立国会図書館内限定公開。
- 高松和子「第3編 社会教育・生涯学習の理念・思想・行財政 §2 実際生活に即する学習実践と文化の創造 §§13 みる、演じる、ささえる-いいだ人形劇フェスタ(「『いいだ人形劇フェスタ』10年のあゆみ」)」社会教育推進全国協議会（編）『社会教育・生涯学習ハンドブック』第9版、東京 : エイデル研究所、2017年、239頁。ISBN 978-4-87168-604-4。
- 日本人形玩具学会（編）「いいだ人形劇フェスタ」『日本人形玩具大辞典』東京堂出版、2019年、16頁E・T。

遊行やまざる
- 信濃史料刊行会（編）「追加§遊行やまざる」『新編信濃史料叢書』第22巻 (連歌俳諧信濃紀行集) 、長野 : 信濃史料刊行会 、1979年、364頁。コマ番号0210.jp2、doi:10.11501/9537901、
- 矢羽勝幸（編）「遊行やまざる 市川団十郎著」『江戸時代の信濃紀行集』信濃毎日新聞社、1984年。全国書誌番号:85061907。国立国会図書館内/図書館送信.
- 川瀬一馬（編著）「天海版§遊行やまざる」『お茶の水図書館蔵新修成簣堂文庫善本書目』東京 : 石川文化事業財団お茶の水図書館、1992年、745頁。全国書誌番号:93035495。